# Журавець голубиний
{{#ifeq:0|0|{{#if:|{{#if:Geraniumcolumbinum|[[]}}|}}}}
Журавець голубиний, герань голубина (Geranium columbinum) — вид рослин родини геранієві (Geraniaceae), поширений у більшій частині Європи, в Північній Африці, західній Азії.

## Опис

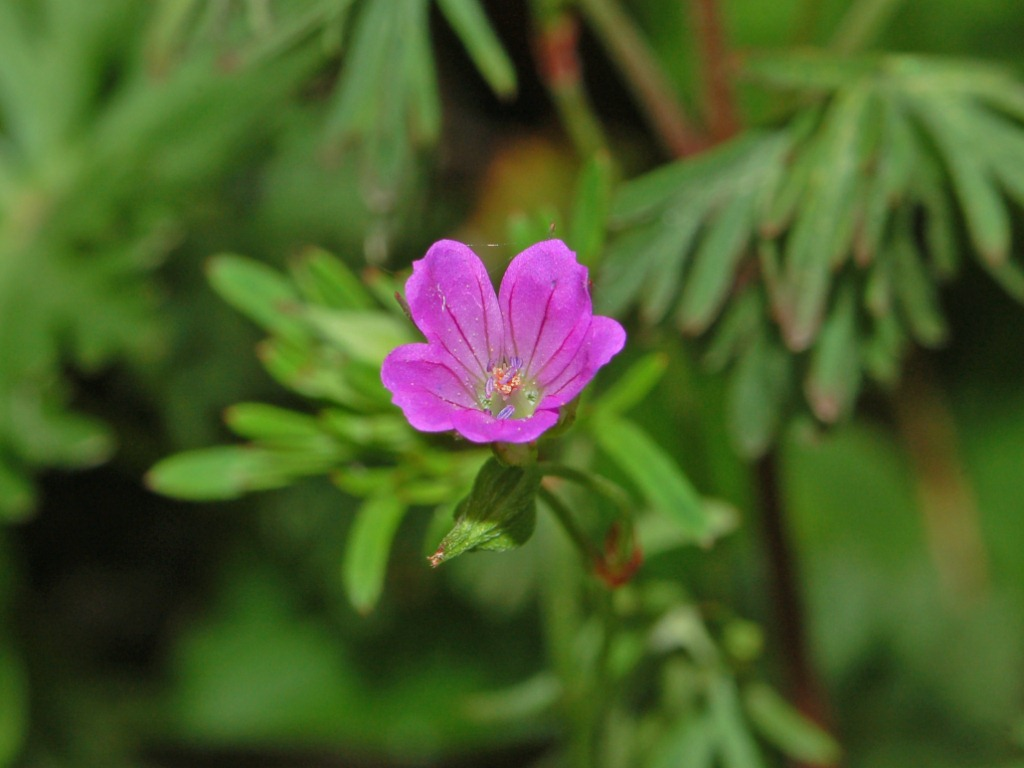

Однорічна трав'яниста рослина 15–50 см заввишки. Рослина притиснуто біло-волосиста, позбавлена залозистих волосків. Стебла розложисто-гіллясті. Квітконоси 4–13 см завдовжки, довше листків. Квітконіжки не залозисті, 2–6 см завдовжки. Пелюстки 8–10 мм довжиною. Стулки плодів майже голі, носик коротко притиснуто-волосистий. Насіння комірчасте.

## Поширення
Вид поширений у більшій частині Європи (Данія, Фінляндія, Ірландія, Норвегія, Швеція, Велика Британія, Австрія, Бельгія, Чехія, Німеччина, Угорщина, Нідерланди, Польща, Словаччина, Швейцарія, Білорусь, Естонія, Латвія, Литва, Молдова, Україна (у тому числі Крим), Албанія, Болгарія, Хорватія, Греція (включаючи Крит), Італію (у тому числі Сардинія, Сицилія), Румунію, Сербію, Словенію, Францію (у тому числі Корсика), Португалію, Іспанію (у тому числі Балеарські острови)), в Північній Африці (пн. Алжир, пн. Лівія, Марокко, Туніс), західній Азії (Кіпр, пн. Іран, Ізраїль, Ліван, Сирія, Туреччина); інтродукований у США.
В Україні зростає на полях, горбах, узбіччях, біля доріг і в засмічених місцях — в західній частині лісових районів і Лісостепу, зрідка; в Криму б. м. звичайний.